# Arte rupestre de los valles de Otíñar
Se denomina arte rupestre de los valles de Otíñar, en Jaén, al conjunto de estaciones con representaciones de arte parietal prehistórico (pinturas y petroglifos) localizadas en los valles que alimentan al río Quiebrajano a su paso por el señorío de Otíñar.
Los valles del señorío decimonónico de Otíñar se sitúan en la Sierra de Jaén, en los arranques septentrionales de la Sierra Sur y articulados en torno al río Quiebrajano. Los sitios arqueológicos prehistóricos, conocidos en este territorio desde la década de 1970, parten desde el neolítico, momento en el que el paisaje empieza a ser conquistado simbólicamente a través de las marcas culturales de sus pobladores. No obstante, las manifestaciones artísticas conocidas en la actualidad podrían adscribirse –según los investigadores– a la Edad del Cobre, vinculándose al poblado fortificado de esta etapa prehistórica asentado en la ladera del cerro Veleta, y del que en la actualidad es reconocible la muralla y uno de los dólmenes de su necrópolis, construcciones ambas ubicadas en el denominado Collado de los Bastianes.
La totalidad de estaciones, se encuentren o no inventariadas e incluso descubiertas, están declaradas Bien de Interés Cultural en virtud del punto 2º del artículo 40 de la Ley 16/1985, de 25 de junio, de Patrimonio Histórico Español (BOE núm. 155, de 29 de junio): «Quedan declarados Bien de Interés Cultural por ministerio de esta Ley las cuevas, abrigos y lugares que contengan manifestaciones de arte rupestre».
Su anotación en el Registro de Bienes Inmuebles del Ministerio de Cultura, se realiza con la categoría de Monumento. Es de aplicación, por tanto, el régimen de protección otorgado a los inmuebles declarados Bien de Interés Cultural, categoría Monumento.

## Soporte geográfico

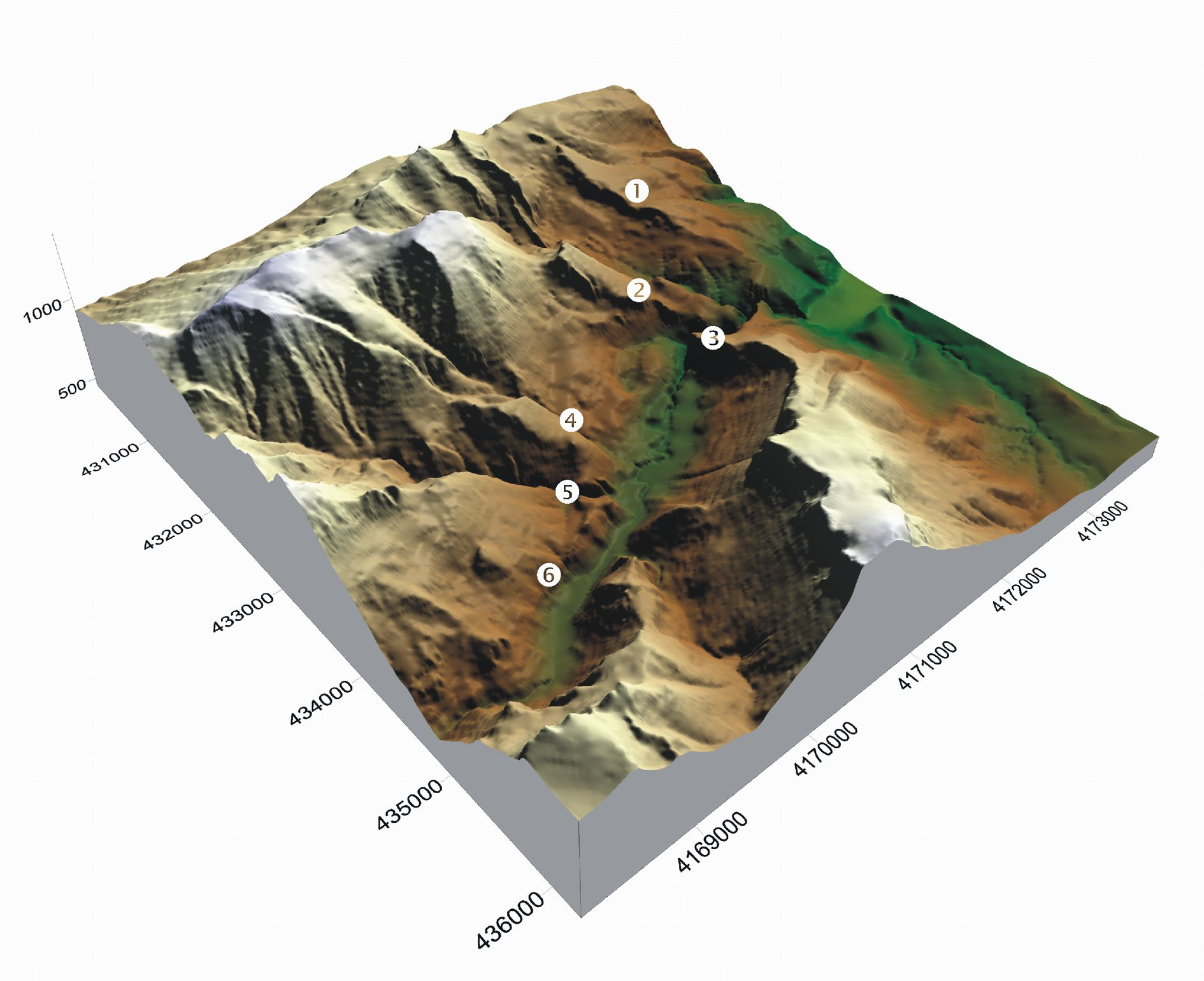
Distribución de los Conjuntos Rupestres de los Valles de Otíñar: Cerro del Frontón (1), Cerro Veleta (2), Peñón de la Bríncola (3), Barranco de la Cañada (4), Barranco de la Tinaja (5) y Vegas Altas (6). Los ejes X e Y muestran las Coordenadas UTM de localización, Z la altura

El Señorío de Otíñar se ubica en el término municipal de Jaén. Sus límites legales fueron establecidos en 1827, un año después de que se concediera la villa a favor del primer barón, Jacinto Cañada Rojo. El único acceso a la zona se realiza a través de la carretera comarcal 2222, Jaén - El Parrizoso, situándose la aldea en el kilómetro 13.
Físicamente, el territorio forma parte de las estribaciones septentrionales de la Sierra Sur. Su red fluvial, el curso alto del río Guadalbullón, está formada de oeste a este por río Frío, río Quiebrajano y río Campillo, siendo este último valle, más abierto, el que ofrece continuidad hacia Sierra Mágina. Morfológicamente, la cuenca posee como eje el Quiebrajano, caracterizándose por un relieve margocalizo definido por la presencia de valles de montaña de geología antigua. La predominancia de abruptos relieves labrados por el agua, favorece la formación de numerosos abrigos y cuevas, elementos donde se sitúan la mayoría de las representaciones de arte rupestre que están inventariadas.
El total de seis conjuntos rupestres conocidos en el territorio de la aldea de Otíñar están incluidos en buena medida dentro de los límites del señorío decimonónico, el cual a su vez responde a una evidente diferenciación geográfica. Este paisaje arqueológico queda delimitado, siguiendo los topónimos publicados por Narciso Zafra (Zafra, 2004), al norte y este por los farallones del Cerro del Frontón y de la Cinta del Fraile y la Bríncola respectivamente. Al oeste es una cadena de elevaciones (Salto de la Yegua, Peñón del Beltrán, Cerro y Puntalón de la Matilla) las que definen una cuenca visual que coincide con un cambio de vegetación de alta montaña en el ascenso hacia La Pandera. Al sur, las vegas del río Quiebrajano se encajonan en su curso superior mediante otras alturas que igualmente permiten cerrar un paisaje aislado (Cerro de Peñablanca, Poyo del Gallego o Peñón del Sombrero).
Fuera de estos límites, la cuenca alta del río Guadalbullón estructura otros conjuntos rupestres en los que, al norte, destaca el de Noalejo y, al sur, los de río Frío, Peñas de Castro y la Mella. El río Campillo divide otra tipología de ocupación del territorio, la catalogada en Sierra Mágina, con una localización más caracterizada por criterios de amplio control visual (Abrigos de la Serrezuela de Pegalajar; Soria et alii, 2002) que de dominio de inmediatas rutas de acceso y tránsito a los recursos, como ocurre en los valles occidentales del Guadalbullón. Esta discriminación responde a las propias diferencias geomorfológicas de ambas cuencas: la primera de relieves abruptos y encajados, frente a los más suaves y amplios de la segunda, lo que caracteriza a dos vías de paso norte-sur distintas que causan modelos de ocupación igualmente dispares.

## Bienes

### I. Conjunto Rupestre del Cerro del Frontón
- Abrigo del Cerro del Frontón I

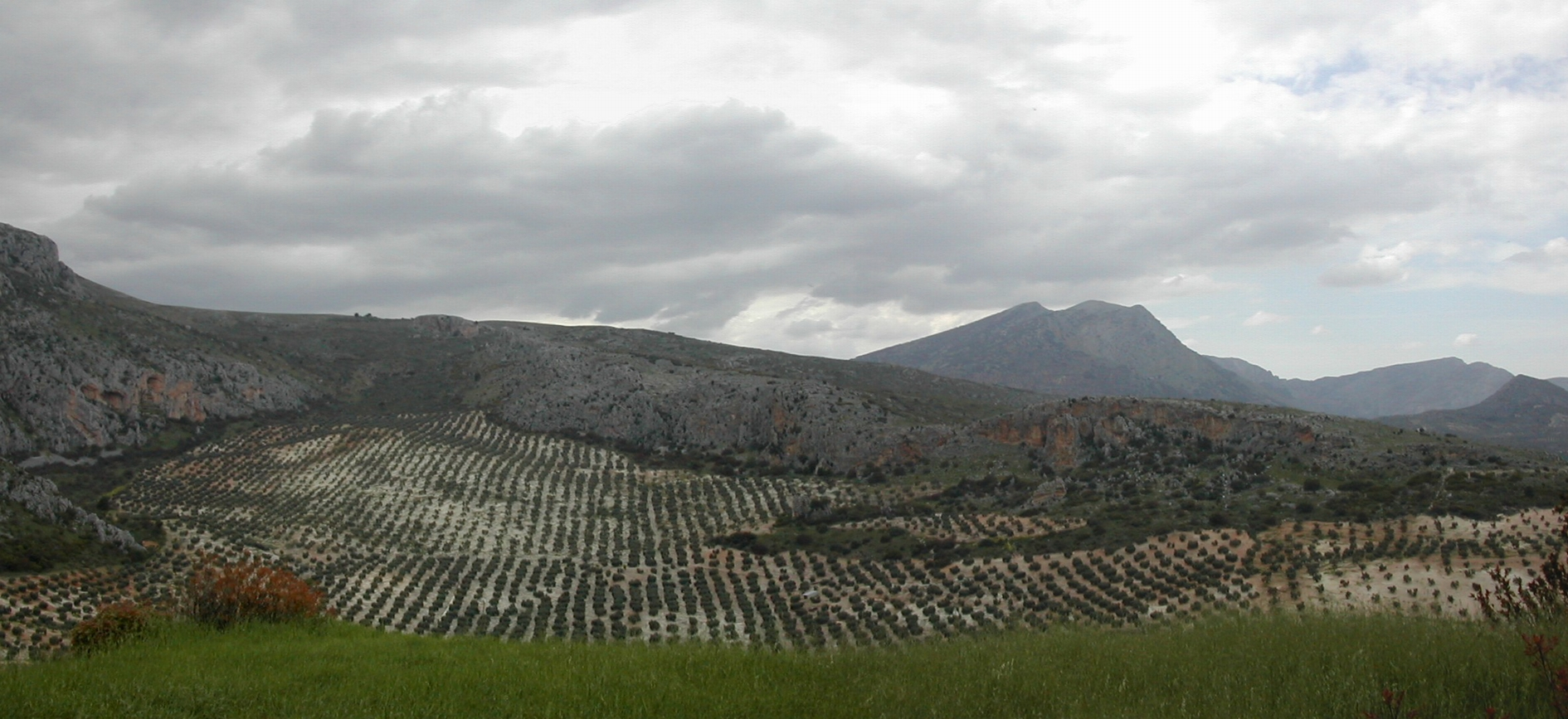
Panorámica del cerro del Frontón desde el Cerro Veleta

Base documental: Soria et alii, 1988
- Abrigo del Cerro del Frontón II

Base documental: Soria et alii, 1988
- Abrigo del Cerro del Frontón III

Base documental: Soria et alii, 1988
- Abrigo del Cerro del Frontón IV

Base documental: Decreto 354/2009, de 13 de octubre
- Abrigo del Cerro del Frontón V

Base documental: Decreto 354/2009, de 13 de octubre
- Abrigo del Cerro del Rajón

Base documental: Decreto 354/2009, de 13 de octubre

### II. Conjunto Rupestre del Cerro Veleta
- Cueva de los Herreros I y II

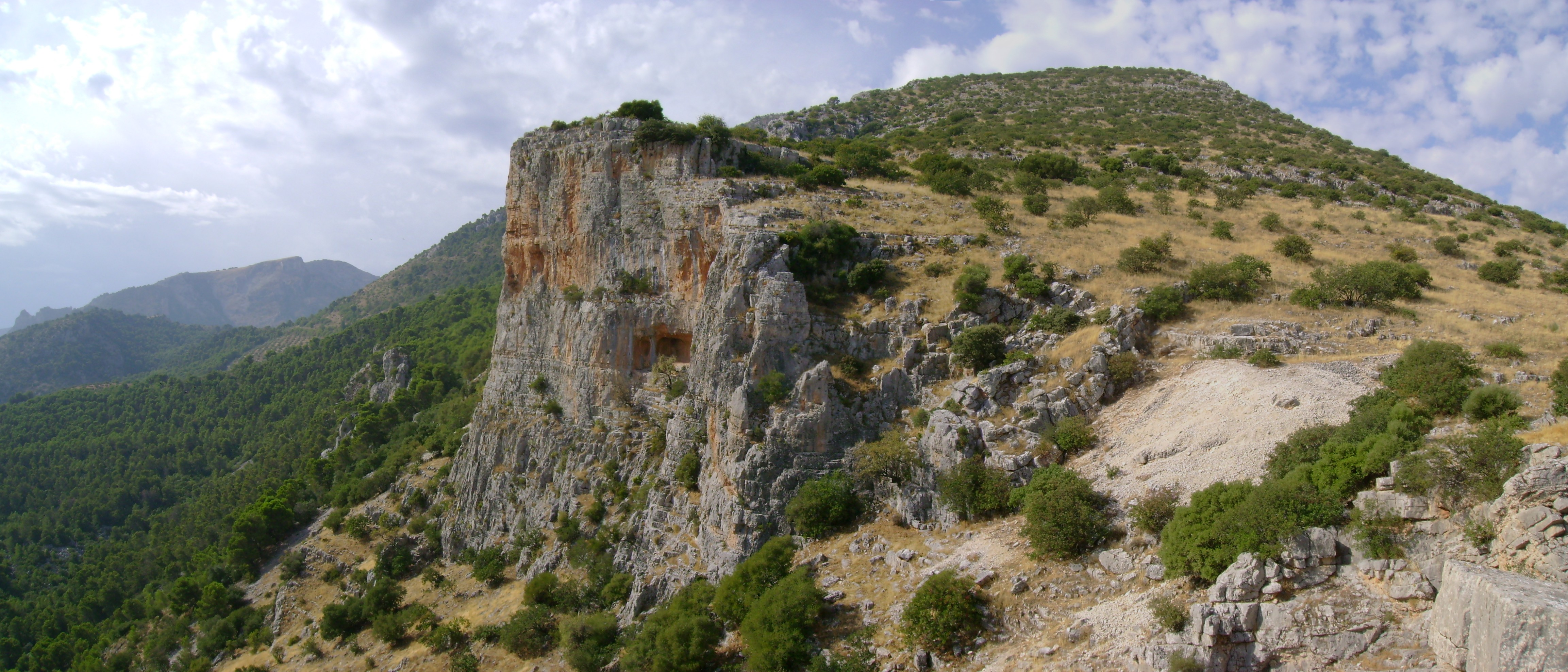
Panorámica del cerro Calar, con los farallones de la Cueva de los Soles en primer término, desde el Cerro Veleta

Base documental: Chicote y López, 1973; Soria y López, 1981
- Abrigo del Poyo de la Mina

Base documental: Chicote y López, 1973; Soria y López, 1981
- Cueva de los Soles

Base documental: Chicote y López, 1973; Soria y López, 1981
- Abrigo del Cerro Veleta

Base documental: Crespo, 2008 / Decreto 354/2009, de 13 de octubre

### III. Conjunto Rupestre del Peñón de la Bríncola
- Cueva de la Higuera I y II

Base documental: Carrasco et alii, 1980; Soria y López, 1981
- Cueva del Plato I, II y III

Base documental: Carrasco et alii, 1980; Soria y López, 1981

### IV. Conjunto Rupestre del Barranco de la Cañada
- Abrigo de la Cantera

Base documental: Soria y López, 1981
- El Covarrón I

Base documental: Decreto 354/2009, de 13 de octubre

### V. Conjunto Rupestre del Barranco de la Tinaja
Este conjunto presenta en sus diferentes estaciones las únicas representaciones de petroglifos que conocemos en la zona de Otíñar, si exceptuamos las cazoletas grabadas en cuevas como la de Los Herreros o La Cantera. Algunos de los motivos de El Toril se repiten en otros paneles del Conjunto Rupestre del Barranco de la Tinaja, como en los abrigos III y IV (círculos concéntricos). Su técnica y motivos lo convierten en excepcional dentro del contexto de la Alta Andalucía.
Según el conocimiento que tenemos del arte rupestre giennense, el paralelo más evidente lo deberíamos buscar en la Cueva del Encajero en Quesada (Soria et alii, 1987), grabados que los propios investigadores ya consideraban inusuales:

[...] motivos similares aparecen en dólmenes, abrigos y rocas al aire libre, ubicados la mayoría de ellos en el área atlántica. No obstante, este tipo de manifestaciones escasean en el Sureste peninsular, y son muy pocos los datos que poseemos para estudiarlas. Dos son los abrigos que, situados en el Alto Guadalquivir, albergan motivos de este tipo, nos referimos a los encontrados en el "Barranco de Estoril" en las proximidades de Otiñar [...] y los que aquí estudiamos. Su disposición, a veces formando una cruz, su tipología y características parecen ser idénticas en ambos lugares, por lo que creemos que obedecen a una misma motivación y cronología [eneolítica]. Fuera de abrigos, los lugares más próximos con grabados de este tipo, están relacionados con sepulcros colectivos del Eneolítico.

Los mismos autores señalan que las estaciones del Barranco de la Tinaja (o de Estoril), con su presencia atípica de grabados, podrían estar vinculados cronológicamente y territorialmente con el dolmen del Collado de los Bastianes en virtud del análisis tipológico de los grabados aparecidos en otras necrópolis de las provincias de Jaén y Granada.
- Cueva del Toril

Otras denominaciones: Cueva de Estoril
Dimensiones del abrigo: 67 metros de apertura, 12 metros de profundidad máxima.
Motivos: Unos 30 grabados, la mayoría círculos concéntricos.
Base documental: Chicote y López, 1973; Soria y López, 1981; Eslava, 1983
- Abrigo del Barranco de la Tinaja I y II

Base documental: Soria y López, 1989
- Abrigo del Barranco de la Tinaja III

Base documental: Soria y López, 1989
- Abrigo del Barranco de la Tinaja IV

Base documental: Soria y López, 1989

### VI. Conjunto Rupestre de las Vegas Altas
- Abrigo del Poyo del Ventorrillo

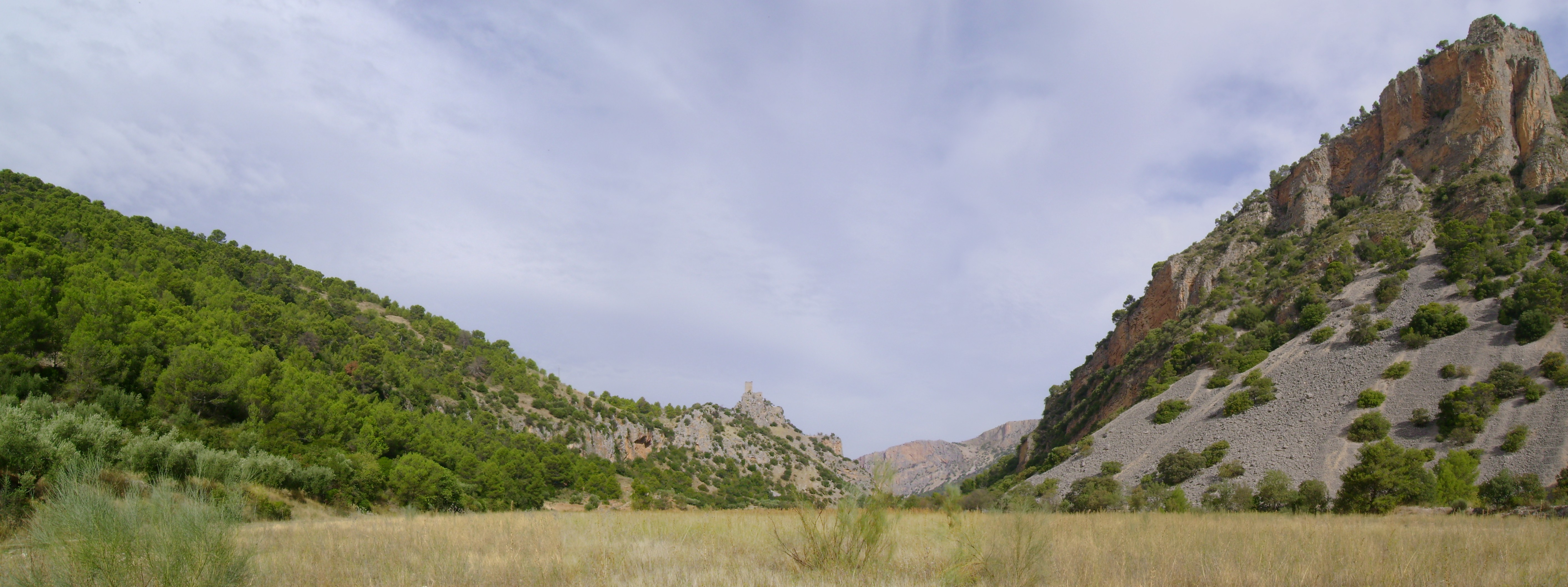
Panorámica del Valle del Quiebrajano y las vegas de Otíñar, con el Castillo al fondo

Base documental: Decreto 354/2009, de 13 de octubre

### VII. Conjunto Rupestre del Poyo del Gallego
- Abrigo de la Rinconada de los Acebuches

Base documental: Decreto 354/2009, de 13 de octubre